# 오목초등학교 (충남)
오목초등학교는 대한민국 충청남도 아산시에 있는 공립 초등학교이다.

## 학교 연혁
- 1936.07.07 신창 오목국민학교 4년제 개교
- 1947.06 오목국민학교로 개칭
- 1981.03 오목초등학교 병설유치원 개원
- 1994.12 과학교육 환경심사(도)
- 1995.11 도서교육 환경심사(도)
- 1996.03.01 오목초등학교로 개칭
- 2001.11 안전교육시범학교 운영(2년간)
- 2003.03~2005.02 안전교육 시범학교 운영(도지정 2년)
- 2004.08 도서관이용 활성화 시범 학교 운영
- 2004.10 제3회 안전문화대상 수상(충청남도지사)
- 2005.12.20 실천단계 장학활동 우수학교 표창(교육감)
- 2005.12.20 학교경영혁신 예절교육분야 우수학교 표창(교육장)
- 2007.03~2008.02 독서교육 시범학교 운영(시지정 1년)
- 2010.10.30 2010 전국 학력향상 우수학교(교육과학기술부장관)
- 2011.12.20 학력향상형 창의경영 우수학교(교육과학기술부장관)
- 2011.12.31 2011 전국 100대 교육과정 우수학교(교육과학기술부장관)
- 2012.03~2014.02 기초학력향상 시범학교 운영(도지정 2년)
- 2014.11.11 학교평가 최우수교 표창(교육감)
- 2015.02.13 제71회 졸업장수여식(졸업생 총 7,390명)

## 참고 자료
- 오목초등학교 - 한국교육학술정보원 학교알리미